# MP3008衝鋒槍
MP 3008是納粹德國在1945年二戰末期制造的衝鋒槍。其設計與斯登衝鋒槍非常相似。

## 歷史
MP3008是1944-45年間德國開始生產的衝鋒槍，也被稱為Volks-MP.3008、Gerät Neumünster以及Volksmaschinenpistole(國民的衝鋒槍)，主要目的是提供給在戰爭末期擴編的國民突擊隊使用。
二戰末期，由於納粹德軍各种資源嚴重缺乏，尤其是金屬，MP40的生產方法、時間及所需資源較多，納粹德國決定以可廉價及短時間生產的方式製造MP 3008衝鋒槍，與MP40一同裝備。

## 設計製造
MP 3008採用廉價的反冲作用及開放式槍栓設計，可由小型工廠生產，使用MP40彈匣，除供彈口改為下置外，其他設計與英國的斯登衝鋒槍近乎相同。MP 3008全由鋼鐵製造，沒有握把，亦是納粹德國在各种資源缺乏下最後制造的衝鋒槍。
MP3008於1944年11月正式開始進入生產，但是由於戰爭末期德國的工業設施跟交通網路都被破壞殆盡、資源也不足的關係，雖然軍方下訂了100萬把，但是實際上生產出來的數量可能連1萬把都不到(相對之下MP38/40的總產量約為100萬把)，完全沒有對戰局產生影響。在2006年，德國的HZA Kulmbach GmbH曾經推出本槍的復刻版，稱之為BD 3008。

## 流行文化

### 電子遊戲
- 2021年—《應徵入伍》